# 彭拿保蘭斯體育會
彭拿保蘭斯體育會（葡萄牙語：Clube Atlético Penapolense），簡稱彭拿保蘭斯，是一支位于巴西聖保羅州佩纳波利斯的足球會，成立於1965年。